# Vampyrostenus kratochvili
Vampyrostenus kratochvili is een hooiwagen uit de familie Agoristenidae.